# Kopciuszek (spektakl telewizyjny 1987)
Kopciuszek − polski spektakl telewizyjny z 1987 roku w reżyserii Andrzeja Maj oparty na baśni braci Grimm o tej samej nazwie w tłumaczeniu Jana Brzechwy.

## Obsada
- Beata Paluch jako Kopciuszek
- Maria Zającówna-Radwan jako Macocha
- Grażyna Trela jako Haneczka
- Ewa Isajewicz-Telega jako Kasieńka
- Ewa Ciepiela jako mieszczka
- Jacek Romanowski jako królewicz
- Wiesław Wójcik jako Herold
- Marian Dziędziel jako radca dworu
- Rafał Jędrzejczyk jako ochmistrz
- Adam Romanowski jako strażnik
- Katarzyna Litwin jako dama dworu
- Dariusz Gnatowski jako lodziarz
- Tomasz Piasecki jako sklepikarz
- Jacek Milczanowski jako mieszczanin
- Dorota Pomykała jako sąsiadka-wróżka
- Edward Lubaszenko jako narrator